# 老撾證券交易所
老撾證券交易所（英語：Lao Securities Exchange，LSX）是老撾的證券交易所，位於老撾首都永珍。

## 歷史
老撾政府於2010年接受泰國的提議和韓國提供的技術及財政支持（韓國交易所佔老交所49%股份），以建立股票交易所，其玻璃大樓斥資1,000萬美元建造。

## 上市公司
寮交最初建立时僅有兩間公司掛牌上市，分別為老撾電力（EDL-Gen）及老撾外貿銀行（BCEL），现有5间公司上市，另外三间为物业服务公司老挝世界（Lao World）、PCL石油贸易公司（Petroleum Trading Lao PCL）和素万尼国内贸易公众公司（Souvanny Home Trading Public Company）。另外設有活躍股票指數，名為「LSX綜合指數」（LSX Composite Index）。

## 外部連結
- 老撾證券交易所 （页面存档备份，存于） （英文）